# Cholupice
Cholupice est un quartier pragois situé dans le sud de la capitale tchèque, appartenant à l'arrondissement de Prague 12, d'une superficie de 638,7 hectares est un quartier de Prague. En 2018, la population était de 937 habitants.
La ville est devenue une partie de Prague en 1974.